# Paisatge d'agaves i els antics tallers de la indústria del tequila
El paisatge d'agaves i els antics tallers de la indústria del tequila, a Mèxic va ser declarat com a Patrimoni de la Humanitat de la UNESCO l'any 2006.